# 1980-as labdarúgó-Európa-bajnokság (selejtező – 5. csoport)
Az 1980-as labdarúgó-Európa-bajnokság selejtezőjének 5. csoportjának mérkőzéseit tartalmazó lapja. A csoportban Csehszlovákia, Franciaország, Luxemburg és Svédország szerepelt. A csapatok körmérkőzéses, oda-visszavágós rendszerben játszottak egymással.
A csoportelső Csehszlovákia kijutott az 1980-as labdarúgó-Európa-bajnokságra.

## Tabella
| Hely. | Csapat        | M | Gy | D | V | G+ | G– | Gk  | P  | Továbbjutás                            |     | Csehszlovákia | Franciaország | Svédország | Luxemburg |
| ----- | ------------- | - | -- | - | - | -- | -- | --- | -- | -------------------------------------- | --- | ------------- | ------------- | ---------- | --------- |
| 1.    | Csehszlovákia | 6 | 5  | 0 | 1 | 17 | 4  | +13 | 10 | Kijutott az 1980-as Európa-bajnokságra |     | —             | 2–0           | 4–1        | 4–0       |
| 2.    | Franciaország | 6 | 4  | 1 | 1 | 13 | 7  | +6  | 9  |                                        |     | 2–1           | —             | 2–2        | 3–0       |
| 3.    | Svédország    | 6 | 1  | 2 | 3 | 9  | 13 | −4  | 4  |                                        | 1–3 | 1–3           | —             | 3–0        |           |
| 4.    | Luxemburg     | 6 | 0  | 1 | 5 | 2  | 17 | −15 | 1  |                                        | 0–3 | 1–3           | 1–1           | —          |           |

## Mérkőzések
Az időpontok helyi idő szerint értendők.
| 1978. szeptember 1. 20:30 |

| Franciaország       | 2–2               | Svédország                 |
| ------------------- | ----------------- | -------------------------- |
| Berdoll 72' Six 85' | (0–0) Jegyzőkönyv | Nordgren 54' Grönhagen 90' |

| Parc des Princes, Párizs Nézőszám: 44 703 Játékvezető: Palotai Károly (magyar) |

| 1978. október 4. 19:00 |

| Svédország          | 1–3               | Csehszlovákia                   |
| ------------------- | ----------------- | ------------------------------- |
| Borg 14' (11-esből) | (0–1) Jegyzőkönyv | Kroupa 18' Masný 48' Nehoda 85' |

| Råsunda Stadion, Stockholm Nézőszám: 11 985 Játékvezető: John Gordon (skót) |

| 1978. október 7. 15:30 |

| Luxemburg   | 1–3               | Franciaország                   |
| ----------- | ----------------- | ------------------------------- |
| Michaux 73' | (0–1) Jegyzőkönyv | Six 14' Trésor 62' Gemmrich 80' |

| Stade Josy Barthel, Luxembourg Nézőszám: 12 650 Játékvezető: Hendrik Weerink (holland) |

| 1979. február 25. 15:00 |

| Franciaország                 | 3–0               | Luxemburg |
| ----------------------------- | ----------------- | --------- |
| Petit 38' Emon 60' Larios 78' | (1–0) Jegyzőkönyv |           |

| Parc des Princes, Párizs Nézőszám: 46 988 Játékvezető: Ronald Bridges (walesi) |

| 1979. április 4. 17:00 |

| Csehszlovákia                        | 2–0               | Franciaország |
| ------------------------------------ | ----------------- | ------------- |
| Panenka 67' (11-esből) Štambachr 72' | (0–0) Jegyzőkönyv |               |

| Tehelné Pole Stadion, Pozsony Nézőszám: 48 138 Játékvezető: Heinz Aldinger (nyugatnémet) |

| 1979. május 1. 16:00 |

| Luxemburg | 0–3               | Csehszlovákia                        |
| --------- | ----------------- | ------------------------------------ |
|           | (0–1) Jegyzőkönyv | Masný 22' Gajdůšek 67' Štambachr 68' |

| Stade Josy Barthel, Luxembourg Nézőszám: 4030 Játékvezető: Bruno Galler (svájci) |

| 1979. június 7. 19:00 |

| Svédország                              | 3–0               | Luxemburg |
| --------------------------------------- | ----------------- | --------- |
| Grönhagen 15' Cervin 28' 53' (11-esből) | (2–0) Jegyzőkönyv |           |

| Malmö Stadion, Malmö Nézőszám: 7298 Játékvezető: Aleksander Suchanek (lengyel) |

| 1979. szeptember 5. 19:00 |

| Svédország | 1–3               | Franciaország                         |
| ---------- | ----------------- | ------------------------------------- |
| Backe 23'  | (1–1) Jegyzőkönyv | Lacombe 14' Platini 54' Battiston 71' |

| Råsunda Stadion, Stockholm Nézőszám: 14 393 Játékvezető: Angel Franco Martinez (spanyol) |

| 1979. október 10. 17:00 |

| Csehszlovákia                      | 4–1               | Svédország   |
| ---------------------------------- | ----------------- | ------------ |
| Nehoda 20' Kozák 34' Vízek 41' 78' | (3–0) Jegyzőkönyv | Svensson 61' |

| Sparta Stadium, Prága Nézőszám: 35 000 Játékvezető: Talat Tokat (török) |

| 1979. október 22. 19:15 |

| Luxemburg           | 1–1               | Svédország    |
| ------------------- | ----------------- | ------------- |
| Braun 4' (11-esből) | (0–0) Jegyzőkönyv | Grönhagen 61' |

| Stade de la Frontière, Esch-sur-Alzette Nézőszám: 2123 Játékvezető: Walter Horstmann (nyugatnémet) |

| 1979. november 17. 20:30 |

| Franciaország            | 2–1               | Csehszlovákia |
| ------------------------ | ----------------- | ------------- |
| Pécout 67' Rampillon 76' | (0–0) Jegyzőkönyv | Kozák 80'     |

| Parc des Princes, Párizs Nézőszám: 39 973 Játékvezető: Horst Brummeier (francia) |

| 1979. november 24. 17:00 |

| Csehszlovákia                       | 4–0               | Luxemburg |
| ----------------------------------- | ----------------- | --------- |
| Panenka 37' Masný 39' 45' Vízek 61' | (3–0) Jegyzőkönyv |           |

| Sparta Stadium, Prága Nézőszám: 17 000 Játékvezető: Marcel van Langenhove (belga) |